# Flora of North America
Flora of North America (em espanhol, "Flora de América do Norte", usualmente conhecido por seu acrónimo «FNA») é uma obra de muitos volumes que descreve a flora nativa de Norteamérica. É um trabalho colaborativo, com mais de 800 autores, a qual se espera que chegue aos 30 volumes quando se complete, e que descreve aproximadamente a 20.000 espécies.
As descrições das espécies são escritas e revisadas por experientes internacionais sobre a família botânica em questão, e estão baseadas em espécies de herbário suplementados com a revisão da literatura. O tratamento da cada espécie inclui o nome científico e o nome comum, a descrição taxonómica, as chaves de identificação, os mapas de distribuição, a sinonimia apropriada, os números cromosómicos, a fenología, os usos etnobotânicos e a toxicidade, além de outra informação biológica relevante.